# Алистар, Елена
Елена Алистар (рум. Elena Alistar, урождённая Елена Васильевна Балан; 1 июня 1873, с. Василевка Бессарабской губернии — 1955, Пучоаса Румыния) — молдавско-румынский общественно-политический деятель, феминистка, медик.

## Биография
Дочь священника. Училась в начальной школе в Конгазе. В 1890 году окончила кишинёвское епархиальное училище. Учительствовала в Кишиневском округе.
С 1909 по 1916 год обучалась на медицинском факультете Ясского университета.
В годы учёбы за националистическую деятельность подвергалась арестам царскими властями. Вела журналистскую работу. Публиковала статьи, направленные на объединение Бессарабской губернии с Румынией. В 1916 году была мобилизована в армию в качестве военного врача.
Затем работала в костюженской больнице для умалишённых близ Кишинева. С 1918 по 1938 руководила кишинёвским епархиальным училищем, преподавала гигиену.
Член национальной партии Молдавии.
В 1918 была избрана депутатом от Белгородщины в Сфатул Цэрий (одной из двух женщин-депутатов, другая — Надежда Гринфельд). Стала единственной женщиной—депутатом парламента Молдавии, принимавшей активное участие в политических событиях в Бессарабии, закончившихся присоединением 27 марта 1918 года Трансильвании и Буковины к Румынии, за которое Е. Алистар голосовала. Среди 139 делегатов различных партий и движений, Е. Алистар стала женщиной, символизирующей Бессарабию.
Она основатель общественно-культурной женской лиги Бессарабии. Была активным деятелем Народной партии, созданной А.Авереску.
В 1927 году основала Бессарабско-румынскую женскую организацию, действовавшую с союзе с Национальным православным обществом румынских женщин. После присоединения Бессарабии к СССР в 1940 скрывалась в Румынии.

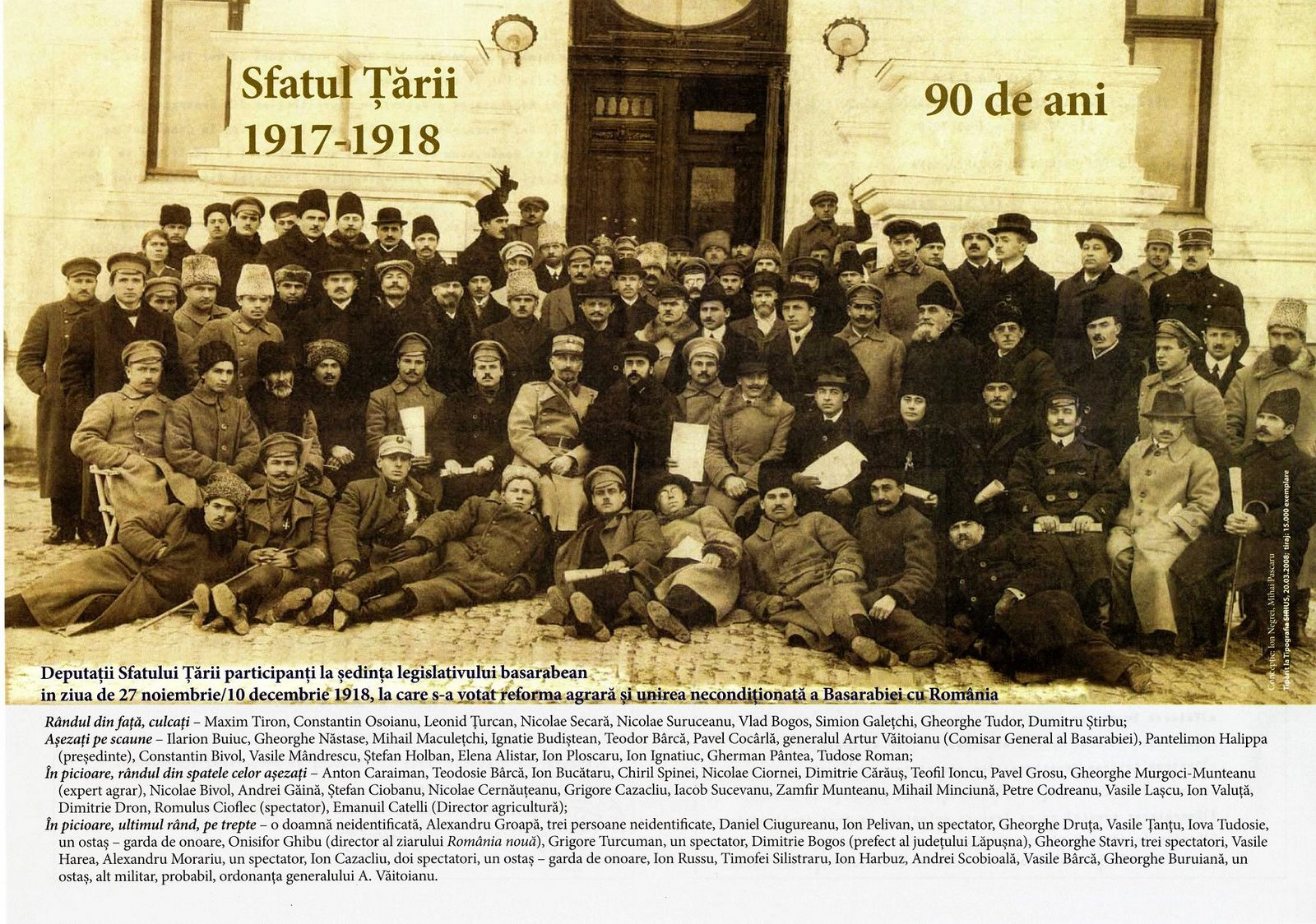
Депутаты Сфатул Цэрий. 10 декабря (27 ноября) 1918.

Прожив некоторое время в Яссах, была арестована коммунистическими властями и отправлена в г. Пучоаса, где и умерла в 1955 году. Её останки были перезахоронены на мемориальном кладбище Беллу в Бухаресте.
Её племянницей была поэтесса Магда Исанос.